# 洛诺克 (阿肯色州)
洛諾克（英語：Lonoke）是一個位於美國阿肯色州洛諾克縣的城市。根據2020年美國人口普查，該地人口為4276人，而該地的面積約為12.70平方千米。同時該地也是洛諾克縣的縣治。

## 地理
洛諾克的座標為34°47′03″N 91°54′03″W / 34.78417°N 91.90083°W，而該地的平均海拔高度為73米（即240英尺）。